# Ministère des Affaires étrangères
Pour les articles homonymes, voir Affaires étrangères.

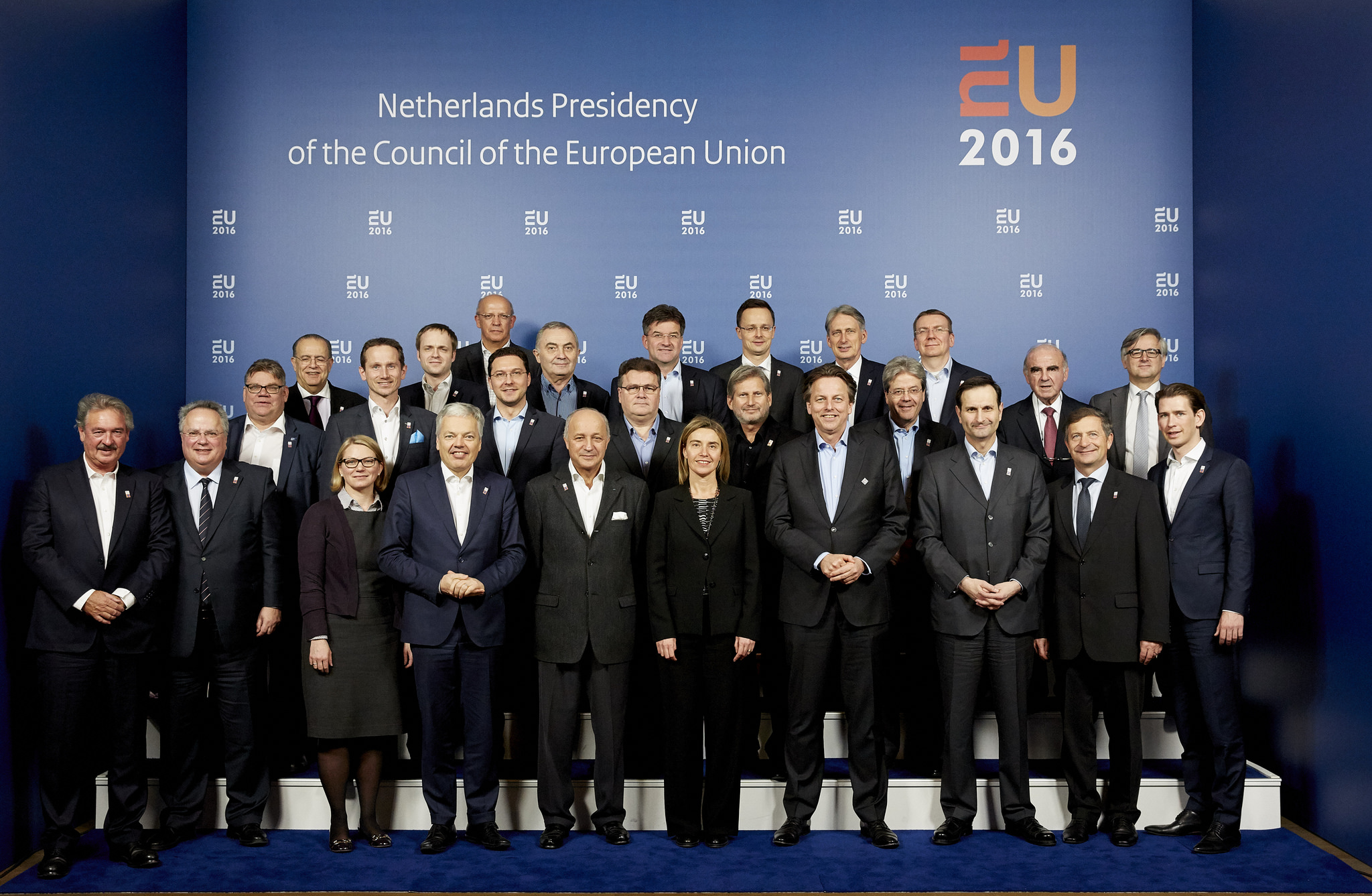
Ministres des Affaires étrangères de l'Union européenne, en 2016.

Le ministère des Affaires étrangères, ou, selon les pays, des Relations extérieures, est responsable des contacts avec d'autres pays. Il est dirigé par un ministre des Affaires étrangères. Les relations peuvent avoir lieu de pays à pays ou bien au sein d'organismes internationaux (par exemple dans le cadre des Nations unies). De plus, le ministère est chargé d'apporter un soutien aux ressortissants nationaux résidents dans d'autres pays, via les diverses ambassades et consulats dont il est responsable.

## Liste par pays[1]
| Pays                             | Ministère                                                                        | Complément | Ministre                                                                       |
| -------------------------------- | -------------------------------------------------------------------------------- | --- | ------------------------------------------------------------------------------ |
| Afghanistan                      | Ministère des Affaires étrangères                                                | Ministry of Foreign Affairs |                                                                                |
| Afrique du Sud                   | Ministère des Affaires étrangères                                                | Department of International Relations and Cooperation                                                                              | Liste des ministres sud-africains des Affaires étrangères                      |
| Albanie                          | Ministère des Affaires étrangères                                                | Ministria per Evropën dhe Punët e Jashtme                                                                                          |                                                                                |
| Algérie                          | Ministère des Affaires étrangères                                                | وزارة الشؤون الخارجية () | Liste des ministres des Affaires étrangères de l'Algérie                       |
| Allemagne                        | Office des Affaires étrangères                                                   | Auswärtiges Amt | Liste des ministres allemands chargés des affaires étrangères                  |
| Andorre                          | Ministère des Affaires étrangères                                                | Ministeri d'Afers Exteriors |                                                                                |
| Angola                           | Ministère des Affaires étrangères                                                | Ministério das relações exteriores                                                                                                 |                                                                                |
| Antigua-et-Barbuda               | Ministère des affaires étrangères, du commerce international et de l'immigration | Ministry of Foreign Affairs, International Trade and Immigration                                                                   |                                                                                |
| Arabie saoudite                  | Ministère des Affaires étrangères                                                | وزارة الخارجية |                                                                                |
| Argentine                        | Ministère des Relations extérieures                                              | Ministerio de Relaciones Exteriores, Comercio Internacional y Culto                                                                |                                                                                |
| Arménie                          | Ministère des Affaires étrangères                                                | արտաքին գործերի նախարարությունը |                                                                                |
| Australie                        | Ministère des Affaires étrangères                                                | Department of Foreign Affairs | Liste des ministres australiens des Affaires étrangères                        |
| Autriche                         | Ministère fédéral des Affaires étrangères et européennes                         | Bundesministerium für europäische und internationale Angelegenheiten                                                               |                                                                                |
| Azerbaïdjan                      | Ministère des Affaires étrangères                                                | Azərbaycan Respublikasının Xarici İşlər Nazirliyi                                                                                  |                                                                                |
| Bahamas                          | Ministère des Affaires étrangères (en)                                           | Ministry of Foreign Affairs |                                                                                |
| Bahreïn                          | Ministère des Affaires étrangères                                                | وزارة الخارجية |                                                                                |
| Bangladesh                       | Ministère des Affaires étrangères                                                | পররাষ্ট্র মন্ত্রণালয় |                                                                                |
| Barbade                          | Ministère des Affaires étrangères                                                | The Ministry of Foreign Affairs and Foreign Trade                                                                                  |                                                                                |
| Belgique                         | Ministère des Affaires étrangères                                                | Service public fédéral Affaires étrangères, Commerce extérieur et Coopération au développement                                     | Liste des ministres belges des Affaires étrangères                             |
| Belize                           | Ministère des Affaires étrangères                                                | Ministry of Foreign Affairs |                                                                                |
| Bénin                            | Ministère des Affaires étrangères                                                | Ministère des Affaires étrangères de la Coopération                                                                                |                                                                                |
| Bhoutan                          | Ministère des Affaires étrangères                                                | Ministry of Foreign Affairs |                                                                                |
| Biélorussie                      | Ministère des Affaires étrangères                                                | Міністэрства замежных спраў |                                                                                |
| Birmanie                         | Ministère des Affaires étrangères                                                | Ministry of Foreign Affairs |                                                                                |
| Bolivie                          | Ministère des Affaires étrangères                                                | Ministerio de Relaciones Exteriores                                                                                                |                                                                                |
| Bosnie-Herzégovine               | Ministère des Affaires étrangères                                                | Ministarstvo vanjskih poslova |                                                                                |
| Botswana                         | Ministère des Affaires étrangères                                                | Ministry of International Affairs and Cooperation                                                                                  |                                                                                |
| Brésil                           | Ministère des Relations extérieures                                              | Ministério das Relações Exteriores                                                                                                 |                                                                                |
| Brunei                           | Ministère des Affaires étrangères                                                | Kementerian Hal Ehwal Luar Negeri                                                                                                  |                                                                                |
| Bulgarie                         | Ministère des Affaires étrangères                                                | Ministerstvo na vanshnite raboti                                                                                                   | Ministre des Affaires étrangères (liste)                                       |
| Burkina Faso                     | Ministère des Affaires étrangères                                                | Ministère des Affaires étrangères et de la Coopération                                                                             |                                                                                |
| Burundi                          | Ministère des Affaires étrangères                                                | Ministère des Relations extérieures et de la Coopération internationale                                                            |                                                                                |
| Cambodge                         | Ministère des Affaires étrangères                                                | ក្រសួងការបរទេស និងសហប្រតិបត្តិការអន្តរជាតិ |                                                                                |
| Cameroun                         | Ministère des Relations extérieures                                              | Ministry of External Relations |                                                                                |
| Canada                           | Affaires mondiales Canada                                                        | Global Affairs Canada | Ministre des Affaires étrangères                                               |
| Cap-Vert                         | Ministère des Affaires étrangères                                                | Ministério dos Negócios Estrangeiros e Comunidades                                                                                 |                                                                                |
| République centrafricaine        | Ministère des Affaires étrangères                                                | Ministère des Affaires Étrangères et des Centrafricains de l'Étranger                                                              |                                                                                |
| Chili                            | Ministère des Relations extérieures                                              | Ministerio de Relaciones Exteriores de Chile                                                                                       |                                                                                |
| Chine                            | Ministère des Affaires étrangères                                                | 中華人民共和國外交部 | Ministre des Affaires étrangères de la république populaire de Chine           |
| Chypre                           | Ministère des Affaires étrangères                                                | Υπουργείο Εξωτερικών | Liste des ministres chypriotes des Affaires étrangères                         |
| Colombie                         | Ministère des Affaires étrangères                                                | Ministerio de Relaciones Exteriores                                                                                                |                                                                                |
| Comores                          | Ministère des Affaires étrangères                                                | Ministère des Affaires étrangères et de la Coopération internationale                                                              |                                                                                |
| République du Congo              | Ministère des Affaires étrangères                                                | Ministère des Affaires étrangères, de la Coopération et des Congolais de l’étranger                                                |                                                                                |
| République démocratique du Congo | Ministère des Affaires étrangères                                                | Ministère des Affaires étrangères et de la Coopération internationale                                                              |                                                                                |
| Corée du Nord                    | Ministère des Affaires étrangères                                                | 국 외무성 |                                                                                |
| Corée du Sud                     | Ministère des Affaires étrangères                                                | 대한민국 외교부 |                                                                                |
| Costa Rica                       | Ministère des Relations extérieures                                              | Ministerio de Relaciones Exteriores y Culto                                                                                        |                                                                                |
| Côte d'Ivoire                    | Ministère des Affaires étrangères                                                | Ministère des Affaires étrangères                                                                                                  | Liste des ministres ivoiriens des Affaires étrangères                          |
| Croatie                          | Ministère des Affaires étrangères                                                | Ministarstvo vanjskih i europskih poslova                                                                                          |                                                                                |
| Cuba                             | Ministère des Relations extérieures                                              | Ministerio de Relaciones Exteriores                                                                                                |                                                                                |
| Danemark                         | Ministère des Affaires étrangères                                                | Udenrigsministeriet |                                                                                |
| Djibouti                         | Ministère des Affaires étrangères et de la Coopération internationale            | وزارة الشؤون الخارجية والتعاون الدولي                                                                                              |                                                                                |
| République dominicaine           | Ministère des Relations extérieures                                              | Ministerio de Relaciones Exteriores                                                                                                |                                                                                |
| Dominique                        | Ministère des Affaires étrangères                                                | Ministry of Foreign Affairs |                                                                                |
| Égypte                           | Ministère des Affaires étrangères                                                | وزارة الخارجية |                                                                                |
| Émirats arabes unis              | Ministère des Affaires étrangères                                                | وزارة الخارجية و التعاون الدولي |                                                                                |
| Équateur                         | Ministère des Relations Extérieures                                              | Ministerio de Relaciones Exteriores y Movilidad Humana                                                                             |                                                                                |
| Érythrée                         | Ministère des Affaires étrangères                                                | |                                                                                |
| Estonie                          | Ministère des Affaires étrangères                                                | Välisministeerium | Ministre des Affaires étrangères                                               |
| Espagne                          | Ministère des Affaires étrangères et de la Coopération                           | Ministerio de Asuntos exteriores                                                                                                   |                                                                                |
| Eswatini                         | Ministère des Affaires étrangères                                                | Ministry of Foreign affairs |                                                                                |
| États-Unis                       | Département d'État                                                               | State Department | Secrétaire d'État (liste)                                                      |
| Éthiopie                         | Ministère des Affaires étrangères                                                | የኢትዮጵያ የውጭ ጉዳይ ሚኒስቴር |                                                                                |
| Fidji                            | Ministère des Affaires étrangères                                                | Ministry of Foreign Affairs | Liste des ministres fidjiens des Affaires étrangères                           |
| Finlande                         | Ministère des Affaires étrangères                                                | Ulkoasiainministeriö | Ministre des Affaires étrangères (liste)                                       |
| France                           | Ministère de l'Europe et des Affaires étrangères                                 | | Liste des ministres français des Affaires étrangères                           |
| Gabon                            | Ministère des Affaires étrangères                                                | Ministère des Affaires étrangères, de la Coopération, de la Francophonie, de l'Intégration Régionale et des Gabonais de l'étranger | Ministre des Affaires étrangères                                               |
| Gambie                           | Ministère des Affaires étrangères                                                | Ministry of Foreign Affairs, International Cooperation and Gambians Abroad                                                         |                                                                                |
| Géorgie                          | Ministère des Affaires étrangères                                                | საგარეო საქმეთა სამინისტრო | Ministre des Affaires étrangères de Géorgie                                    |
| Ghana                            | Ministère des Affaires étrangères                                                | Ministry of Foreign Affairs and Regional Integration                                                                               |                                                                                |
| Grèce                            | Ministère des Affaires étrangères                                                | Υπουργείο Εξωτερικών | Liste des ministres grecs des Affaires étrangères                              |
| Grenade                          | Ministère des Affaires étrangères                                                | Ministry of Foreign Affairs |                                                                                |
| Guatemala                        | Ministère des Affaires étrangères                                                | Ministerio de Relaciones Exteriores                                                                                                |                                                                                |
| Guinée                           | Ministère des Affaires étrangères                                                | Ministère des Affaires étrangères et des Guinéens de l'étranger                                                                    |                                                                                |
| Guinée-Bissau                    | Ministère des Affaires étrangères                                                | Ministro dos Negócios Estrangeiros, Cooperação e Comunidades                                                                       |                                                                                |
| Guinée équatoriale               | Ministère des Affaires étrangères                                                | Ministerio de Asuntos Exteriores y Cooperación Internacional                                                                       |                                                                                |
| Guyana                           | Ministère des Affaires étrangères                                                | Ministry of Foreign Affairs |                                                                                |
| Haïti                            | Ministère des Affaires étrangères et des Cultes                                  | Ministère des Affaires étrangères et des Cultes                                                                                    | Liste des ministres haïtiens des Affaires étrangères                           |
| Honduras                         | Ministère des Affaires étrangères                                                | Secretaría de Relaciones Exteriores                                                                                                |                                                                                |
| Hongrie                          | Ministère des Affaires étrangères                                                | Külügyminisztériuma | Ministre des Affaires étrangères                                               |
| Inde                             | Ministère des Affaires extérieures                                               | विदेश मंत्रालय | Ministre des Affaires étrangères                                               |
| Indonésie                        | Ministère des Affaires étrangères                                                | Kementerian Luar Negeri |                                                                                |
| Irak                             | Ministère des Affaires étrangères                                                | وزارة الخارجية |                                                                                |
| Iran                             | Ministère des Affaires étrangères                                                | وزارت امور خارجه |                                                                                |
| Irlande                          | Département des Affaires étrangères                                              | An Roinn Gnóthaí Eachtracha) | Ministre des Affaires étrangères                                               |
| Islande                          | Ministère des Affaires étrangères                                                | Utanríkisráðuneytið |                                                                                |
| Israël                           | Ministère des Affaires étrangères                                                | משרד החוץ | Liste des ministres israéliens des Affaires étrangères                         |
| Italie                           | Ministère des Affaires étrangères                                                | Ministero degli Affari Esteri | Liste des ministres italiens des Affaires étrangères                           |
| Jamaïque                         | Ministère des Affaires étrangères                                                | Ministry of Foreign Affairs and Foreign Trade                                                                                      |                                                                                |
| Japon                            | Ministère des Affaires étrangères                                                | 外務省 (Gaimushō) | Ministre des Affaires étrangères du Japon                                      |
| Jordanie                         | Ministère des Affaires étrangères                                                | وزارة الخارجية وشؤون المغتربين |                                                                                |
| Kazakhstan                       | Ministère des Affaires étrangères                                                | Сыртқы істер министрлігі |                                                                                |
| Kenya                            | Ministre des Affaires étrangères et du commerce international                    | Ministry of Foreign Affairs | Liste des ministres kényans des Affaires étrangères                            |
| Kirghizistan                     | Ministère des Affaires étrangères                                                | Министерстве иностранных дел |                                                                                |
| Koweït                           | Ministère des Affaires étrangères                                                | وزارة الخارجية |                                                                                |
| Laos                             | Ministère des Affaires étrangères                                                | ກະຊວງການຕ່າງປະເທດ |                                                                                |
| Lesotho                          | Ministère des Affaires étrangères                                                | Bosebeletsi ba Litaba tsa Basele le Likamano tsa Machaba                                                                           |                                                                                |
| Lettonie                         | Ministère des Affaires étrangères                                                | Ārlietu ministrija | Liste des ministres lettons des Affaires étrangères                            |
| Liban                            | Ministère des Affaires étrangères                                                | وزارة الخارجية والمغتربين |                                                                                |
| Liberia                          | Ministère des Affaires étrangères                                                | Ministry of Foreign Affairs |                                                                                |
| Libye                            | Ministère des Affaires étrangères                                                | وزارة الخارجية |                                                                                |
| Liechtenstein                    | Ministère des Affaires étrangères                                                | Ministerium für Äusseres, Justiz und Kultur                                                                                        |                                                                                |
| Lituanie                         | Ministère des Affaires étrangères                                                | užsienio reikalų ministerija | Liste des ministres lituaniens des Affaires étrangères                         |
| Luxembourg                       | Ministère des Affaires étrangères                                                | Ministère des Affaires étrangères et européennes                                                                                   |                                                                                |
| Macédoine du Nord                | Ministère des Affaires étrangères                                                | Министерство за надворешни работи                                                                                                  |                                                                                |
| Madagascar                       | Ministère des Affaires étrangères                                                | Ministère des Affaires étrangères                                                                                                  |                                                                                |
| Malaisie                         | Ministère des Affaires étrangères                                                | Kementerian Luar Negeri |                                                                                |
| Malawi                           | Ministère des Affaires étrangères                                                | Ministry of Foreign Affairs and International Cooperation                                                                          |                                                                                |
| Maldives                         | Ministère des Affaires étrangères                                                | މިނިސްޓްރީ އޮފް ފޮރިން އެފެއާޒް |                                                                                |
| Mali                             | Ministère des Affaires étrangères                                                | Ministère des Affaires étrangères et de la Coopération internationale                                                              |                                                                                |
| Malte                            | Ministère des Affaires étrangères                                                | Ministeru għall-Affarijiet Barranin u Ewropej                                                                                      |                                                                                |
| Maroc                            | Ministère des Affaires étrangères                                                | وزارة الشؤون الخارجية والتعاون الإفريقي والمغاربة المقيمين بالخارج                                                                 | Liste des ministres marocains des Affaires étrangères                          |
| Maurice                          | Ministère des Affaires étrangères                                                | Ministry of Foreign Affairs, Regional Integration & International Trade                                                            |                                                                                |
| Mauritanie                       | Ministère des Affaires étrangères                                                | وزارة الشؤون الخارجية والتعاون والموريتانيين في الخارج                                                                             |                                                                                |
| Mexique                          | Secrétariat aux Affaires étrangères                                              | Secretaría de Relaciones Exteriores                                                                                                |                                                                                |
| Moldavie                         | Ministère des Affaires étrangères                                                | Ministrul al Afacerilor Externe şi Integrării Europene                                                                             |                                                                                |
| Monaco                           | Ministère des Affaires étrangères                                                | Département des Relations extérieures et de la Coopération                                                                         |                                                                                |
| Mongolie                         | Ministère des Affaires étrangères                                                | Ministry for Foreign Affairs | Ministre des Affaires étrangères                                               |
| Monténégro                       | Ministère des Affaires étrangères                                                | Ministarstvo vanjskih poslova |                                                                                |
| Mozambique                       | Ministère des Affaires étrangères                                                | Ministério dos Negócios Estrangeiros e Cooperação                                                                                  |                                                                                |
| Namibie                          | Ministère des Affaires étrangères                                                | Ministry of International Relations and Cooperation                                                                                |                                                                                |
| Népal                            | Ministère des Affaires étrangères                                                | परराष्ट्र मन्त्रालय |                                                                                |
| Nicaragua                        | Ministère des Affaires étrangères                                                | Ministerio de Relaciones Exteriores                                                                                                |                                                                                |
| Niger                            | Ministère des Affaires étrangères                                                | Ministère des Affaires étrangères et de l'Intégration africaine                                                                    |                                                                                |
| Nigeria                          | Ministère des Affaires étrangères                                                | Ministry of Foreign Affairs |                                                                                |
| Norvège                          | Ministère des Affaires étrangères                                                | Utanriksdepartementet |                                                                                |
| Nouvelle-Zélande                 | Ministère des affaires étrangères                                                | Ministry of Foreign Affairs and Trade                                                                                              | Liste des ministres néo-zélandais des Affaires étrangères                      |
| Oman                             | Ministère des Affaires étrangères                                                | وزارة الخارجية |                                                                                |
| Ouganda                          | Ministère des Affaires étrangères                                                | Ministry for Foreign Affairs |                                                                                |
| Ouzbékistan                      | Ministère des Affaires étrangères                                                | Tashqi ishlar vazirligi |                                                                                |
| Pakistan                         | Ministère des Affaires étrangères                                                | وزارت خارجہ | Ministre des Affaires étrangères                                               |
| Panama                           | Ministère des Affaires étrangères                                                | Ministerio de Relaciones Exteriores                                                                                                |                                                                                |
| Paraguay                         | Ministère des Affaires étrangères                                                | Ministerio de Relaciones Exteriores                                                                                                |                                                                                |
| Pays-Bas                         | Ministère des Affaires étrangères                                                | Ministerie van Buitenlandse Zaken                                                                                                  |                                                                                |
| Pérou                            | Ministère des Affaires étrangères                                                | Ministerio de Relaciones Exteriores                                                                                                |                                                                                |
| Philippines                      | Ministère des Affaires étrangères                                                | Kagawaran ng Ugnayang Panlabas |                                                                                |
| Pologne                          | Ministère des Affaires étrangères                                                | Ministerstwo Spraw Zagranicznych                                                                                                   |                                                                                |
| Portugal                         | Ministère des Affaires étrangères                                                | Ministério dos Negócios Estrangeiros                                                                                               |                                                                                |
| Qatar                            | Ministère des Affaires étrangères                                                | وزارة الخارجية |                                                                                |
| Roumanie                         | Ministère des Affaires étrangères                                                | Ministerul Afacerilor Externe |                                                                                |
| Royaume-Uni                      | Bureau des Affaires étrangères et du Commonwealth                                | Foreign and Commonwealth Office | Secrétaire d'État aux Affaires étrangères, du Commonwealth et du Développement |
| Russie                           | Ministère des Affaires étrangères                                                | Министерство иностранных дел |                                                                                |
| Rwanda                           | Ministère des Affaires étrangères                                                | Ministry of Foreign Affairs and International Cooperation                                                                          |                                                                                |
| Saint-Marin                      | Ministère des Affaires étrangères                                                | Segreteria di Stato per gli Affari Esteri                                                                                          |                                                                                |
| Saint-Vincent-et-les-Grenadines  | Ministère des Affaires étrangères                                                | Ministry of Foreign Affairs, International Trade, and Regional Integration                                                         |                                                                                |
| Salvador                         | Ministère des Affaires étrangères                                                | Ministerio de Relaciones Exteriores                                                                                                |                                                                                |
| Sao Tomé-et-Principe             | Ministère des Affaires étrangères                                                | Ministério dos Négocios Estrangeiros, Cooperação e Comunidades                                                                     | Liste des ministres des Affaires étrangères de Sao Tomé-et-Principe            |
| Serbie                           | Ministère des Affaires étrangères                                                | Министарство спољних послова et Ministarstvo spoljnih poslova                                                                      |                                                                                |
| Seychelles                       | Ministère des Affaires étrangères                                                | Ministry of Foreign Affairs |                                                                                |
| Sénégal                          | Ministère des Affaires étrangères                                                | Ministère des Affaires étrangères et des Sénégalais de l'extérieur                                                                 | Liste des ministres sénégalais des Affaires étrangères                         |
| Sierra Leone                     | Ministère des Affaires étrangères                                                | Ministry of Foreign Affairs and International Cooperation                                                                          |                                                                                |
| Singapour                        | Ministère des Affaires étrangères                                                | Ministry of Foreign Affairs |                                                                                |
| Slovaquie                        | Ministère des Affaires étrangères                                                | Ministerstvo zahraničných vecí a európskych záležitostí                                                                            |                                                                                |
| Slovénie                         | Ministère des Affaires étrangères                                                | Ministrstvo za zunanje zadeve |                                                                                |
| Somalie                          | Ministère des Affaires étrangères                                                | Ministry of Foreign Affairs & International Cooperation                                                                            |                                                                                |
| Soudan                           | Ministère des Affaires étrangères                                                | وزارة الخارجية |                                                                                |
| Soudan du Sud                    | Ministère des Affaires étrangères                                                | Minister of Foreign Affairs and International Cooperation                                                                          |                                                                                |
| Sri Lanka                        | Ministère des Affaires étrangères                                                | | Ministre des Affaires étrangères                                               |
| Suède                            | Ministère des Affaires étrangères                                                | Utrikesdepartementet | Liste des ministres suédois des Affaires étrangères                            |
| Suisse                           | Département fédéral des affaires étrangères                                      | Eidgenössisches Departement für auswärtige Angelegenheiten en allemand, Dipartimeno federale degli Affari esteri en italien        |                                                                                |
| Suriname                         | Ministère des Affaires étrangères                                                | Ministerie van Buitenlandse Zaken                                                                                                  |                                                                                |
| Syrie                            | Ministère des Affaires étrangères                                                | وزارة الخارجية والمغتربين | Ministre des Affaires étrangères et des Expatriés                              |
| Tadjikistan                      | Ministère des Affaires étrangères                                                | Вазорати корҳои хориҷии |                                                                                |
| Tanzanie                         | Ministère des Affaires étrangères                                                | Ministry of Foreign Affairs and East African Cooperation                                                                           |                                                                                |
| Tchad                            | Ministère des Affaires étrangères                                                | Ministère des Affaires étrangères, de l'Intégration africaine, de la Coopération internationale et de la Diaspora                  |                                                                                |
| Tchéquie                         | Ministère des Affaires étrangères                                                | Ministerstvo zahraničních věcí |                                                                                |
| Thaïlande                        | Ministère des Affaires étrangères                                                | กระทรวงการต่างประเทศ |                                                                                |
| Timor oriental                   | Ministère des Affaires étrangères                                                | Ministeriu Negosiu Estranjeiru no Kooperasaun                                                                                      |                                                                                |
| Togo                             | Ministère des Affaires étrangères                                                | Ministère des Affaires étrangères, de l’Intégration africaine et des Togolais de l’extérieur                                       | Liste des ministres togolais des Affaires étrangères                           |
| Trinité-et-Tobago                | Ministère des Affaires étrangères                                                | Ministry of Foreign and CARICOM Affairs                                                                                            |                                                                                |
| Tunisie                          | Ministère des Affaires étrangères, de la Migration et des Tunisiens à l'étranger | وزارة الشؤون الخارجية والهجرة والتونسيين بالخارج                                                                                   |                                                                                |
| Turkménistan                     | Ministère des Affaires étrangères                                                | DAŞARY IŞLER MINISTRLIGI |                                                                                |
| Turquie                          | Ministère des Affaires étrangères                                                | Dışişleri Bakanlığı | Liste des ministres turcs des Affaires étrangères                              |
| Tuvalu                           | Ministère des Affaires étrangères                                                | |                                                                                |
| Ukraine                          | Ministère des Affaires étrangères                                                | Міністерство закордонних справ України                                                                                             |                                                                                |
| Uruguay                          | Ministère des Affaires étrangères                                                | Ministerio de Relaciones Exteriores                                                                                                |                                                                                |
| Vanuatu                          | Ministère des Affaires étrangères                                                | Ministry of Foreign Affairs, International Cooperation and External Trade                                                          |                                                                                |
| Venezuela                        | Ministère des Relations extérieures                                              | Ministerio del Poder Popular para Relaciones Exteriores                                                                            |                                                                                |
| Viêt Nam                         | Ministère des Affaires étrangères                                                | Bộ Ngoại giao |                                                                                |
| Yémen                            | Ministère des Affaires étrangères                                                | وزارة الخارجية |                                                                                |
| Zambie                           | Ministère des Affaires étrangères                                                | Ministry of Foreign Affairs |                                                                                |
| Zimbabwe                         | Ministère des Affaires étrangères                                                | Ministry of Foreign Affairs |                                                                                |

## Autres entités
| Palestine        | Ministre des Affaires étrangères          | وزارة الخارجية والمغتربين                                                  |                                                                                       |
| Taïwan           | Ministère des Affaires étrangères         | chinois traditionnel : 中華民國外交部 ; pinyin : Zhōnghuá Mínguó Wàijiāobù | Liste des ministres taïwanais des Affaires étrangères                                 |
| Union européenne | Service européen pour l'action extérieure | European External Action Service                                           | Haut représentant de l'Union pour les affaires étrangères et la politique de sécurité |

## Anciens états
| Pays                                          | Ministère                         | Complément                         | Ministre                                                        |
| --------------------------------------------- | --------------------------------- | ---------------------------------- | --------------------------------------------------------------- |
| République démocratique allemande (1949-1990) | Ministère des Affaires étrangères | Auswärtiges Amt                    |                                                                 |
| Union soviétique                              | Ministère des Affaires étrangères | Министерство внешних сношений СССР | Liste des ministres soviétiques chargés des affaires étrangères |